# 政宗ダテニクル
『政宗ダテニクル』（まさむねだてにくる）は、2016年5月12日より配信している福島県伊達市のご当地アニメ、劇場アニメ作品である。

## 概要
伊達氏発祥地こと伊達市の観光アニメとしてガイナと伊達市役所のタッグで制作が始まったアニメ作品である。
YouTube、ニコニコ動画で不定期に配信されているアニメである。伊達17代当主伊達政宗が歴代の先祖16人の力を「ご先祖合体」で借り、代々伝わる「冥龍眼」を狙う謎の敵と戦う戦国青春グラフティ。
ご先祖の力を借り「ご先祖乱舞」「ご先祖囃子」と様々なバリエーションがある。
2021年4月1日より「復興応援 政宗ダテニクル 合体版+(プラス)」が劇場上映される。

### タイアップ・イベント
- 2016年3月19日より阿武隈急行の痛電（ラッピング列車[2][3]）の運行を実施。阿武隈急行8100系電車 (A-9編成)が使用されており、およそ4年間運行を予定している。出発式では伊達市長仁志田昇司と福島ガイナックス社長浅尾芳宣ほか関係者と声優の小林裕介が招かれた。
- 2017年7月6日より伊達市の公用車にラッピングを施した痛公用車（ラッピング車両[4][5]）を刊行PRを目的として伊達市内外で走行。ご当地アニメとのタイアップでラッピング公用車を実施した全国でも珍しい例として注目を浴びた。
- 2018年3月24日に開業した道の駅伊達の郷りょうぜんの各所に登場キャラクターのラッピングや等身大の初代当主伊達朝宗像の展示、アニメーション本編上映が行われている（2019年5月現在）。
- 2021年4月10日朝4時59分、NHK総合全国ネットの『明日へ1min. おいで、東北「君に見せたい東北がある 福島・伊達編」』にて伊達市PRキャラクター17代目伊達政宗（声 村瀬歩）が、福島県伊達市の街の魅力をPRする番組に起用された。

## キャラクター
- 17代当主 伊達政宗（CV：村瀬歩）
- 愛姫（CV：ブリドカットセーラ恵美）
- クロード／黒クロード（CV：保志総一朗）
- 片倉小十郎景綱（CV：小林裕介）
- 猿面（CV：山本兼平）
- 鳥面（CV：代永翼）
- 龍神（CV：進藤尚美）
- 伊達小次郎（CV：山口立花子）
- 伊達成実（CV：逢坂良太）
- 初代当主 伊達朝宗（CV：森川智之）
- 2代当主 伊達宗村（CV：石川界人）
- 3代当主 伊達義広（CV：梅原裕一郎）
- 4代当主 伊達政依（CV：天月-あまつき-）
- 5代当主 伊達宗綱（CV：KENN）
- 6代当主 伊達基宗（CV：松岡禎丞）
- 7代当主 伊達行朝（CV：山下大輝）
- 9代当主 伊達政宗（CV：増田俊樹）
- 10代当主 伊達氏宗（CV：遠藤広之）
- 12代当主 伊達成宗（CV：内田雄馬）
- 16代当主 伊達輝宗（CV：土田玲央）
- あんぽん（CV：田中音緒）
- もんも（CV：森岡由花）

## 主題歌
オープニングテーマ
- 「ミカヅキリサイズ」

歌：天月-あまつき-
作詞作曲編曲：まふまふ

## 劇場アニメ
『復興応援 政宗ダテニクル合体版＋』（ふっこうおうえん まさむねダテニクル がったいばんプラス）は、2021年4月1日に全国37か所の映画館で上映が開始された。今までの内容の総集編と新作エピソードを追加した内容。
2020年12月24日から2021年1月31日の間、クラウドファンディングによる劇場公開製作費の支援を募った。
映画館の舞台挨拶には、ガイナ代表取締役の浅尾芳宣プロデューサーとそれぞれの劇場で声優ゲストの村瀬歩（17代目伊達政宗役）、保志総一朗（クロード役）、ブリドカットセーラ恵美（愛姫役）、遠藤広之（伊達氏宗役）、梅原裕一郎（伊達義広役）、土田玲央（伊達輝宗役）、田中音緒（あんぽん役）が登壇。

### スタッフ
| 製作総指揮                   | 木下直哉                                                                                |
| 監督                         | 清丸悟                                                                                  |
| 原作                         | いこま                                                                                  |
| 脚本                         | 森悠                                                                                    |
| キャラクターデザイン         | 木村智                                                                                  |
| キャラクター原案             | 中山見都美                                                                              |
| ご先祖様デザイン             | 中山見都美・田辺謙司・飯田恵理子・重本和佳子・木村智                                    |
| あんぽん・もんもデザイン     | 木野下澄江                                                                              |
| 美術監督                     | 松本浩樹                                                                                |
| 色彩設計                     | 高星晴美                                                                                |
| 撮影監督                     | 口羽毅                                                                                  |
| 編集                         | 平木大輔                                                                                |
| 音楽監督                     | 長崎行男                                                                                |
| 音楽                         | 関美奈子                                                                                |
| アニメーションプロデューサー | 吉田啓祐                                                                                |
| 企画・プロデューサー         | 浅尾芳宣・國崎久徳・古里尚丈                                                            |
| 製作                         | 政宗ダテニクル合体版製作委員会 (木下グループ、ドリームシフト、おっどあいくりえいてぃぶ) |
| 配給                         | キノフィルムズ                                                                          |
| 配給                         | 福島ガイナ・ガイナ                                                                      |

### 主題歌
オープニングテーマ・挿入歌
- 「ミカヅキリサイズ」

歌：天月-あまつき-
作詞作曲編曲：まふまふ
エンディングテーマ
- 「ガラクタリブート」

歌：るぅと
作詞：るぅと×TOKU
作曲：るぅと×松
編曲：松

## 関連商品

### DVD
- 復興応援 政宗ダテニクル合体版+ DVD ムービック (2021年6月下旬発売)
  - DVDは2021年4月1日から2021年5月5日までの受注生産商品[8]。

## ギャラリー

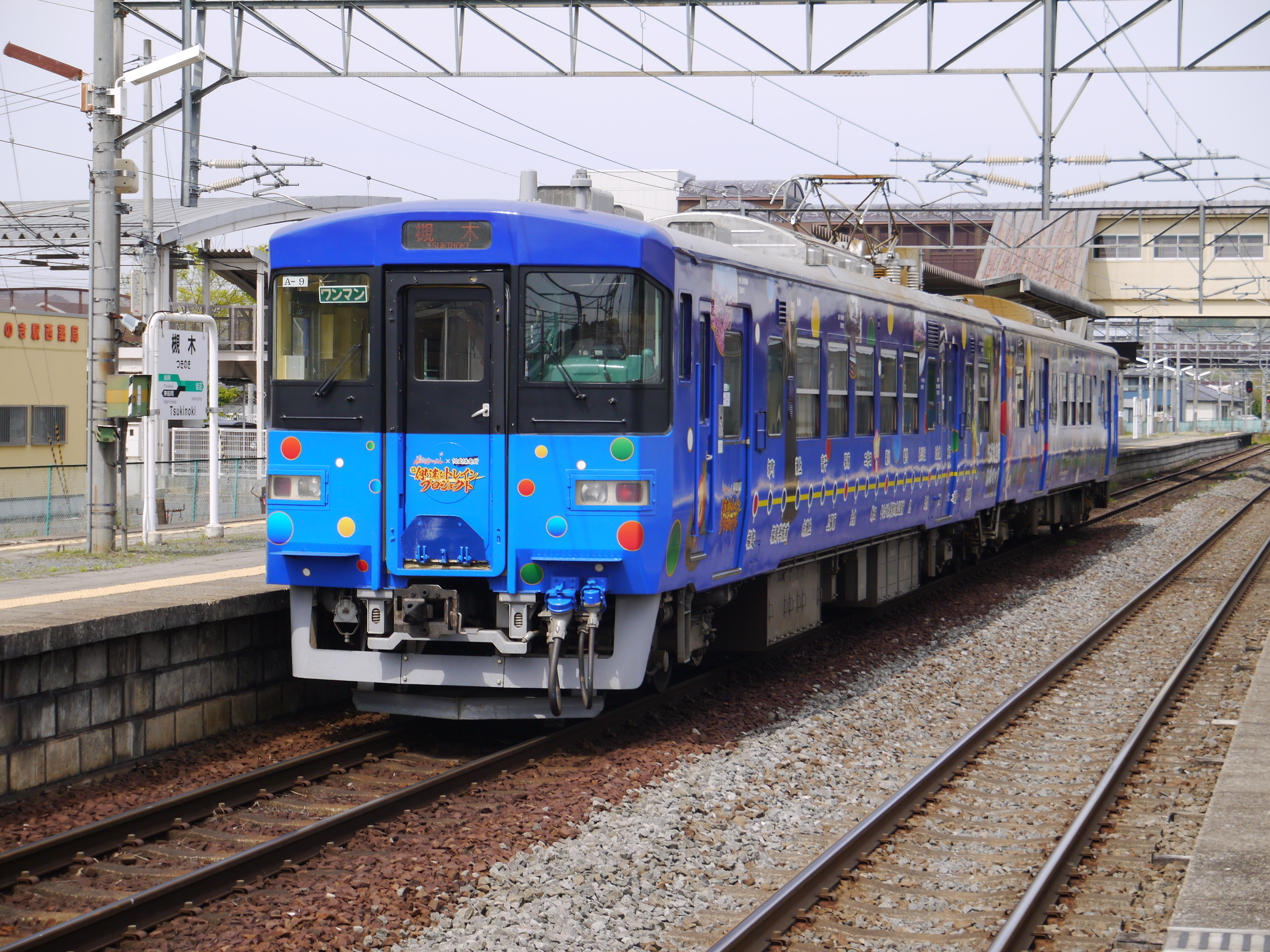
「伊達なトレインプロジェクト」ラッピング車両（A-9編成）